# John Yate Robinson
John Yate Robinson (Catford, 6 augustus 1885 - Roehampton, 23 augustus 1916) was een Brits hockeyer. 
Met de Britse ploeg won Robinson de olympische gouden medaille in 1908 in eigen land. 
Robinson vocht mee in de Eerste Wereldoorlog en raakte gewond, terug in Engeland overleed Robinson aan zijn verwondingen.

## Resultaten
- 1908  Olympische Zomerspelen in Londen